# وثار هيمبل
وثار هيمبل (بالألمانية: Lothar Hempel)‏ هو فنان ألماني، ولد في 1966 في كولونيا في ألمانيا.